# Jarosław Chyra
Jarosław Chyra (ur. 1974 w Słubicach nad Odrą) – polski fotografik przyrody, leśnik, wydawca i producent filmowy. Związany z Białowieżą.

## Życiorys
Urodził się w Słubicach. W wieku sześciu lat przeprowadził się z rodzicami do Białowieży. Ukończył muzyczną szkołę podstawową. Jest absolwentem Technikum Leśnego w Białowieży, Wydziału Leśnictwa w Szkole Głównej Gospodarstwa Wiejskiego oraz Studium Edytorstwa Współczesnego na Uniwersytecie Kardynała Stanisława Wyszyńskiego w Warszawie.

Od 1991 roku działacz Północnopodlaskiego oddziału Polskiego Towarzystwa Ochrony Ptaków.

W czasie studiów na SGGW (1997) założył Studenckiego Koła Fotografii Przyrodniczej i Dokumentacyjnej. Z jego inicjatywy, w 1999 roku ukazał się album Utracone Piękno pod redakcją SKFPiD.

Współpracę z telewizją rozpoczął w 1998 roku, w ramach realizacji cyklicznego programu Drzwi do lasu dla TVP.
Zdobywał doświadczenie m.in.: na planie filmu Quo vadis w 2001 roku. Jest autorem filmów reklamowych

W 2002 roku zainicjował i zorganizował w Białowieży Pierwszy Międzynarodowy Festiwal Przyrody Mikrosfera, następnie jego kolejne trzy edycje pod nową nazwą Żubrowisko (2002–2005).
W 2007r. wspólnie z PTOP zrealizował, według autorskiej koncepcji Światowy Dzień Ochrony Środowiska w Białymstoku. W tym samym roku zakłada własne wydawnictwo.

W 2011 roku wspólnie z Lechem Wilczkiem zrealizował (skład i opracowanie) album Spotkanie z Simona Kossak, poświęcony pamięci zmarłej w 2007 roku Profesor Simonie Kossak. Album okazał się dużym sukcesem wydawniczym, w zamierzeniu nie był jednak wydawnictwem komercyjnym i trafił jedynie do bibliotek i Ośrodków Kultury jako pomoc dydaktyczna.

Rok później, w 2012 wydał swój autorski album z fotografiami Puszczy Białowieskiej Jedyna Puszcza Białowieska, opatrzony wstępem Andrzeja Strumiłło:

…ujmuje bardzo ciekawe spojrzenie na Puszczę, osobiste, emocjonalne, sumujące wszystkie lata spędzone w jej cieniu…

Jest uważany za nieformalnego ambasadora i menadżera Podlasia, propagatora wiedzy o przyrodzie i potrzebie jej ochrony, głównie związanej z Białowieskim Parkiem Narodowym oraz samą Puszczą Białowieską.
Swoją działalność wydawniczą i producencką opiera na zasadzie trzech kroków: „Poznać przyrodę – Polubić ją – następnie Poczuć szacunek oraz potrzebę jej ochrony”.

## Publikacje
Wydania albumowe
- Jedyna Puszcza Białowieska, Białowieża 2012, ISBN 978-83-925497-1-0[1]
- Spotkanie z Simoną Kossak, opracowanie i realizacja wspólnie z Autorem Lechem Wilczkiem, wydanie I – Stowarzyszenie Mieszkańców Białowieża – Gmina Marzeń & Chyra.pl & Logo-art, Białowieża 2011, ISBN 978-83-925497-0-3, ISBN 978-83-931718-8-0, ISBN 978-83-933098-0-1, wydanie II – Wydawnictwo Uniwersyteckie Trans Humana, Białystok 2012, ISBN 978-83-612098-1-2.
- Narew. Polska Amazonia, wspólnie z Zenonem Lewartowskim, Dom Wydawniczy Benkowski, Białystok 2002, ISBN 83-88045-38-5.

Inne opracowania
- Żuraw Kłosowski – projekt graficzny albumu wydanego przez Ptaki Polskie, 2013
- Publikacje w ramach V Międzynarodowa Konferencja Poświęcona Ochronie Cietrzewi (5th European Conference Black Grouse)[7], 2009
- Bocian – opracowanie katalogu i wystawy fotografii Wiktora Wołkowa, 2008
- Portrety ptaków – 10 wzorów kart pocztowych z fotografiami Grzegorza i Tomasza Kłosowskich, 2008
- Ogród w Puszczy – 18 wzorów kart pocztowych z fotografiami Lecha Wilczka, 2007
- Krajobraz kulturowy regionu Puszczy Białowieskiej – opracowanie graficzne i skład, 2007
- Portrety ssaków – 12 wzorów kart pocztowych z fotografiami Jana Walencika, 2006
- Szkice z Puszczy Białowieskiej – reprint grafik Antoniego Kamieńskiego z 1912 roku (z inicjatywy Profesor Simony Kossak)[8], 2005
- Utracone Piękno – współtwórca albumu pod redakcją Studenckiego Koła Fotografii Przyrodniczej i Dokumentacyjnej, 1999

## Filmografia
- Sen o czarnym kogucie, producent filmu, 2010
- Kraina żubra, film promujący projekt Kraina Żubra – Ochrona żubra w Puszczy Białowieskiej, producent filmu w reżyserii Jana Walencika[9], 2008
- Borem lasem – cykl telewizyjnych felietonów przyrodniczych, TVP
- Ostoja – telewizyjny felieton przyrodniczy, TVP
- Drzwi do lasu – cykl telewizyjnych felietonów przyrodniczych, TVP, 1998

## Wystawy
- 2013 – Jedyna Puszcza Białowieska (Galeria Fotografii, Kielce)
- 2012 – Wizje Natury 2012 (Izabelin)[10]